# Charles Wentworth Upham

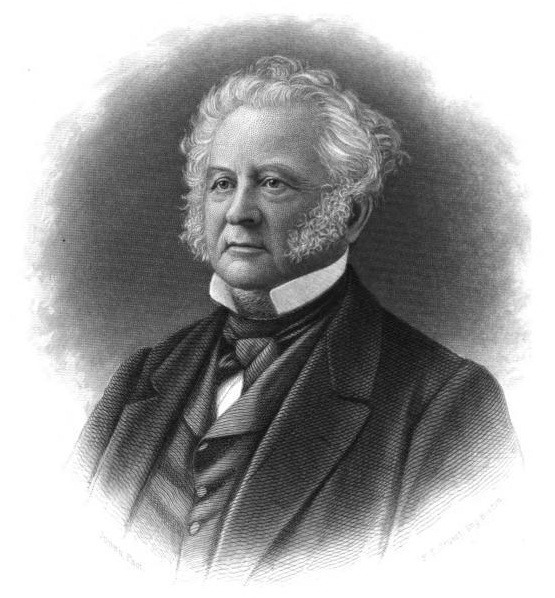
Charles Wentworth Upham

Charles Wentworth Upham (* 4. Mai 1802 in Saint John, New Brunswick; † 15. Juni 1875 in Salem, Massachusetts) war ein US-amerikanischer Politiker. Zwischen 1853 und 1855 vertrat er den Bundesstaat Massachusetts im US-Repräsentantenhaus.

## Werdegang
Der im heutigen Kanada geborene Charles Upham war ein Cousin der Kongressabgeordneten George B. Upham (1768–1848) und Jabez Upham (1764–1811). Er absolvierte zunächst eine Lehre als Apotheker und arbeitete zeitweise auf einer Farm in Nova Scotia. Im Jahr 1816 kam er nach Boston in Massachusetts. Nach einem Theologiestudium an der Harvard University und seiner Ordination zum Geistlichen war er zwischen 1824 und 1844 in Salem in diesem Beruf tätig. Gleichzeitig schlug er als Mitglied der Whig Party eine politische Laufbahn ein. Zwischen 1840 und 1849 war er Abgeordneter im Repräsentantenhaus von Massachusetts. Im Jahr 1850 kandidierte er noch erfolglos für den Kongress. 1852 wurde er zum Bürgermeister von Salem gewählt; ein Jahr später war er Delegierter auf einer Versammlung zur Überarbeitung der Verfassung von Massachusetts.
Bei den Kongresswahlen des Jahres 1852 wurde Upham im sechsten Wahlbezirk von Massachusetts in das US-Repräsentantenhaus in Washington, D.C. gewählt, wo er am 4. März 1853 die Nachfolge von George T. Davis antrat. Da er im Jahr 1854 nicht bestätigt wurde, konnte er bis zum 3. März 1855 nur eine Legislaturperiode im Kongress absolvieren. Diese war von den Ereignissen im Vorfeld des Bürgerkrieges geprägt.
In den Jahren 1857 und 1858 war Upham Mitglied und Präsident des Senats von Massachusetts. Anschließend saß er in den Jahren 1859 und 1860 erneut als Abgeordneter im Repräsentantenhaus seines Staates. Er starb am 15. Juni 1875 in Salem.